# Thomas B. Jeffery
Thomas Buckland Jeffery, auch Thomas B. Jeffery, (geboren am 5. Februar 1845 in Stoke, Devonshire, England; gestorben am 2. April 1910 in Pompei, Kampanien, Italien) war ein britischer Erfinder und Unternehmer. Er war Mitbegründer der Rambler Bicycle Company, eines Fahrradherstellers, sowie Gründer der Thomas B. Jeffery Company, des zu jener Zeit zweitgrößten Automobil- und Nutzfahrzeugherstellers der Vereinigten Staaten.

## Leben
Jeffery war das zweite von fünf Kindern des Briefträgers Thomas Hellier Jeffery (getauft am 12. Dezember 1817 – 3. Mai 1877) und dessen Frau Elizabeth (geborene Buckland, 1817 – 29. Juni 1874). Er absolvierte eine Lehre in einem Betrieb zur Herstellung wissenschaftlicher Instrumente in Portsmouth. Im Alter von 18 Jahren kam er in die Vereinigten Staaten und ließ sich in Chicago nieder. Er wurde zu einem Pionier der Entwicklung und Herstellung von Fahrrädern, mit deren Verkauf er ein Vermögen erwarb, das es ihm ermöglichte, im Jahr 1900 in die Herstellung von Automobilen zu investieren. Zuvor hatte er sich in den 1870er Jahren viel mit der Entwicklung eines Eisenbahn-Velocipeds und ähnlichen Fahrzeugen befasst. Im Jahr 1878 unternahm er eine Reise nach England und bestellte hier die notwendigen Teile, die er für die Herstellung eigener Fahrräder benötigte. Er ließ sie dort montieren und sie wurden im Folgejahr nach Chicago geliefert. In der Zwischenzeit hatte Albert Augustus Pope das erste Columbia-Fahrrad auf den Markt gebracht und bald darauf das Patent von Pierre Lallement erworben.
Als Jeffery nun seine Fahrzeuge präsentierte, wurde er umgehend von Pope verklagt, der ihn der Verletzung der Patentrechte bezichtigte und ein Urteil erwirkte, das ihn zwang von Pope eine Lizenz zu erwerben, wenn er sein Geschäft fortführen wollte. Im Jahr 1881 beschränkte Jeffery sich daher auf den Verkauf von Fahrradteilen. Als er mit seinem Schulfreund R. Philip Gormully zusammentraf, entschlossen sie sich gemeinsam eine Firma zur Produktion von Fahrrädern zu eröffnen. Diese firmierte zunächst unter Gormullys Namen. Sein Partner erkannte das Lallement-Patent nicht an, so dass es zu einem Rechtsstreit kam. Nach Abschluss des Verfahrens wurde die Firma „Gormully & Jeffery“ gegründet und sie einigten sich mit Pope, so dass die Firma für einige Zeit betrieben werden konnte. Sie stellten unter der Lizenz von Pope die Fahrräder „American Challenge“ und später das „American Champion“ her. Doch schon im Jahr 1886 kam es erneut zu Streitigkeiten, als sich die Firma für unabhängig erklärte. Pope reichte sofort weitere Klagen gegen sie ein. Gormully & Jeffery setzten sich entschieden zur Wehr und im Folgejahr wurden Popes Ansprüche abgewiesen. Er klagte sich durch alle Instanzen, doch blieb er erfolglos. Gormully kümmerte sich um die Finanzen und Jeffery um die Produktion. Er reichte zahlreiche eigene Patente ein. Im Jahr 1900 starb sein Partner und er orientierte sich neu. Bereits 1899 wurde die „Gormully & Jeffery Mfg. Co.“ von der „American Bicycle Company“ aufgekauft, in der sich Gormully bis zu seinem Tod engagierte. Jeffery hatte begonnen sich für Automobile zu interessieren. Und so erwarb er im Jahr 1900 in Kenosha eine verlassene Fahrradfabrik, in der ehemals die Sterling Fahrräder produziert wurden. Dort gründete er die „Thomas B. Jeffery Company“, in der schon bald darauf das Rambler-Auto, in Anlehnung an sein Rambler-Fahrrad, gebaut wurde.
Im Jahr 1910 unternahm er gemeinsam mit seiner Frau eine Reise nach Italien. Sie besuchten dort unter anderem Pompeji, wo er im Hotel einen Schlaganfall erlitt und starb.
Jeffery war Mitglied der Union League, des Chicago Athletic Clubs, des Chicago Automobile Clubs (eine Untergruppe der American Automobile Association) sowie Direktor des Art Instituts. Sein Nachname wurde teilweise auch in offiziellen Veröffentlichungen falsch als „Jeffrey“ anstatt „Jeffery“ geschrieben.

## Familie
Jeffery war seit 1874 mit Kate Elizabeth Wray (20. April 1852 – 17. Juli 1936) verheiratet und hatte mit ihr zwei Töchter und zwei Söhne.
- Charles Thomas Jeffery (13. Mai 1876 – 10. November 1935) sein ältester Sohn, übernahm nach dem Tod des Vaters dessen Firma.
- Eva Mabel Jeffery (12. Juli 1877 – 20. April 1927) ⚭ Alexander Rudolph Carqueville
- Harold W. Jeffery (Januar 1879 – 14. Juli 1939)
- Florence Inez Jeffery (5. Januar 1881 – 17. Februar 1941) ⚭ Herbert Newton Hudson